# Eleos
Eleos (altgriechisch Ἔλεος Éleos) ist in der griechischen Mythologie die Personifikation des Mitleides, ihm entspricht in der römischen Mythologie Misericordia.
Er hatte auf der Agora von Athen einen Altar, bei dem Flüchtlinge Zuflucht suchten. Möglicherweise ist der Altar mit dem Zwölfgötter-Altar identisch. Zu den bekannteren dieser Flüchtlinge zählen Adrastos und die Herakliden, denen vereinzelt die Gründung des Altars zugeschrieben wurde.
Nach Pausanias handelte es sich um die einzige Kultstätte der Gottheit, im Tempel des Asklepios im Epidauros wurde jedoch ein rechtwinkliger Altar gefunden, der inschriftlich ebenfalls Eleos zugewiesen wird. Nach Diodor war der athenische Altar auch nicht der einzige Eleos-Altar, sondern der erste.